# حياة بريئة
حياة بريئة هو فيلم دراما مغربي صدر سنة 2016، من كتابة وإخراج مراد الخودي، وبطولة كل من حفيظة باعدي، وجمال الدين الدخيسي، وسعيدة باعدي، وحميد باسكيط، وفاطمة هراندي. يتناول الفيلم ظاهرة زواج القاصرات المنتشرة في قُرى المغرب.

## القصة
يروي الفيلم قصة الشابة هند، التي تلتحق للعمل كطبيبة في مستوصف صغير داخل إحدى القرى، حيث تسعى جاهدة لتغيير عقلية السكان ومواجهة بعض العادات المتجذرة، لتجد نفسها في صدام مع الحاج عمر، الذي يعتزم الزواج من الفتاة القاصر زهرة، كما جرت العادة في القرية.

## طاقم التمثيل
- حفيظة باعدي بدور هند
- جمال الدين الدخيسي بدور الحاج عمر
- سعيدة باعدي بدور والدة زهرة
- ياسمين العلوي بدور زهرة
- حميد باسكيط
- فاطمة هراندي

## جوائز
حصد الفيلم ثلاث جوائز في الدورة السادسة لمهرجان مكناس للدراما التلفزية، ويتعلق الأمر بأحسن تشخيص رجالي وعاد للممثل جمال الدين الدخيسي، وأحسن تشخيص نسوي مُنح للممثلة حفيظة باعدي، وتنويه بإخراجه لصاحبه مراد الخودي، ليستحوذ شريط «حياة بريئة» على كافة تقديرات لجنة التحكيم في صنف الأفلام التلفزيونية.

## وصلات خارجية
- حياة بريئة على موقع قاعدة بيانات الأفلام العربية